# Phuwanet Thongkui
Phuwanet Thongkui (thailändisch ภูวเนตร ทองคุ่ย, * 9. April 2003) ist ein thailändischer Fußballspieler.

## Karriere
Phuwanet Thongkui steht seit Beginn der Saison 2021/22 beim Nakhon Pathom United FC unter Vertrag. Der Verein aus Nakhon Pathom spielt in der zweiten thailändischen Liga, der Thai League 2. Sein Zweitligadebüt gab Phuwanet Thongkui am 3. Oktober 2021 (6. Spieltag) im Auswärtsspiel gegen den Ayutthaya United FC. Hier wurde er in der 84. Minute für Krissana Nontharak eingewechselt. Das Spiel endete 2:2. Nach insgesamt drei Zweitligaspielen wurde sein Vertrag nach der Hinrunde 2022/23 im Dezember 2022 aufgelöst. Zu Beginn der Saison 2023/24 unterschrieb er im August 2023 einen Vertrag beim Drittligaaufsteiger Thap Luang United FC.